# Friedrich Hölzlin
Friedrich Josef Heinrich Hölzlin (* 4. Dezember 1890 in Waibstadt; † 31. Dezember 1983 in Neustadt an der Weinstraße) war ein deutscher Schauspieler und Regisseur bei Bühne und Film.

## Leben und Wirken

### Am Theater
Der Sohn des Apothekers Heinrich Hölzlin und dessen Frau Sofia, geb. Mayer, begann seine künstlerische Laufbahn im November 1911 mit dem Leander in Des Meeres und der Liebe Wellen am Deutschen Landestheater in Prag, wo er das kommende knappe Vierteljahrhundert, nur unterbrochen durch seine Teilnahme als Offizier im Ersten Weltkrieg, blieb. Hier spielte er zunächst bevorzugt in Komödien wie Die 5 Frankfurter, Die Jahreszeiten der Liebe und Der sittenstrenge Sir Marcus (allesamt 1912), seltener in Tragödien wie Goethes Egmont (ebenfalls 1912). 1925 heiratete Hölzlin in Královské Vinohrady seine Berufskollegin Tilde Ondra (Mathilde Ondruschek). In den frühen 1930er Jahren ist er in Prag auch als Regisseur nachzuweisen.
1934 ging er nach Mannheim, wo er zehn Jahre lang bis zur von Joseph Goebbels verfügten Schließung aller deutschen Spielstätten (1944) Ensemblemitglied des Nationaltheaters war. Auch nach Kriegsende blieb Hölzlin zunächst noch in Mannheim ansässig, folgte dann aber 1950 einer Verpflichtung an die Städtischen Bühnen von Bielefeld. Dieser Stadt und ihrem Theater blieb Friedrich Hölzlin bis zu seinem Lebensende verbunden, zuletzt als Ehrenmitglied der Städtischen Bühnen. Noch 1982 ist er im Register des Deutschen Bühnen-Jahrbuchs verzeichnet.
Zu Hölzlins wichtigsten späten Theaterrollen gehören diskret komische Typen, Charakterfiguren und Väter aller Arten. Er spielte beispielsweise 1952 den Attinghausen in Friedrich Schillers Wilhelm Tell und den Grafen von Moor in Die Räuber, 1953 den Augustus in Oscar Wildes Lady Windermeres Fächer und den alten Heink in Hermann Bahrs Das Konzert, 1954 den Berg in Gustav Freytags Die Journalisten, den Purgon in Molières Der eingebildete Kranke, den Schluck in Gerhart Hauptmanns Schluck und Jau und den Hale in Arthur Millers Hexenjagd sowie 1955 den Shrewsbury in Schillers Maria Stuart, den Thalheim in Ladislas Fodors Lustspiel Arm wie eine Kirchenmaus und den Theaterdirektor in Luigi Pirandellos Sechs Personen suchen einen Autor (allesamt an den Städtischen Bühnen Bielefeld).

### Beim Film
In der tschechisch-deutschen Produktion Der Fall des Generalstabs-Oberst Redl (1931) von Karl Anton nach einem Roman von Egon Erwin Kisch wirkte Hölzlin in der Rolle des Marchenko mit. Das Buch, das sich mit der Homosexualität von Alfred Redl auseinandersetzt, wurde mehrfach verfilmt. Aufgrund seiner Sexualität wurde Redl erpressbar und lieferte die österreichischen Aufmarschpläne an Russland aus. Nachdem dies herausgekommen war, erschoss er sich. Oberst Redl wird in dieser Filmversion von Theodor Loos verkörpert. In der 1932 erschienenen deutsch-tschechischen Filmkomödie Wehe, wenn er losgelassen von Karl Lamač und Martin Frič war Hölzlin als Generaldirektor Bruckmann besetzt. Vlasta Burian spielte die Hauptrolle.

## Familie
Auch Hölzlins Brüder, die Opernsänger Heinrich (1894–1963) und Ernst Hölzlin (1903–1948), waren am Nationaltheater Mannheim tätig. Hölzlins Schwägerin Hildegard Stolz arbeitete gleichfalls im Musikbereich. Sie trat als Sopranistin auf.

## Filmografie (Auswahl)
- 1931: Der Fall des Generalstabs-Oberst Redl
- 1932: Wehe, wenn er losgelassen